# Sugar Ray Leonard vs. Thomas Hearns
Il match conosciuto come "The Showdown" è stato il celebre incontro di pugilato Sugar Ray Leonard vs. Thomas Hearns, disputatosi il 16 settembre 1981 presso il Caesars Palace di Las Vegas, Nevada. Si trattò del primo confronto tra i due, e di un match per l'unificazione dei titoli WBC e WBA dei pesi welter. Il combattimento ebbe luogo davanti a un pubblico di 23 618 spettatori e fu visto in televisione da oltre 300 milioni di persone nel mondo.

## Il contesto
Sugar Ray Leonard aveva conquistato il titolo WBC dei pesi welter nel 1979 grazie a una vittoria per KO al 15º round con Wilfred Benítez. Lo aveva quindi perso ai punti contro Roberto Durán nel giugno 1980 per poi riconquistarlo cinque mesi dopo nella celebre "No Más Fight", dove Duran aveva "lasciato" all'ottavo round. Nel giugno 1981, Leonard passò alla categoria pesi superwelter per lo spazio di un match, giusto per mettere KO Ayub Kalule alla nona ripresa e vincere così il titolo WBA dei pesi superwelter.
Hearns conquistò il titolo WBA dei pesi welter nel 1980, con una vittoria per KO al secondo round con Jose "Pipino" Cuevas a Detroit, Michigan. Difese la cintura di campione con successo in tre occasioni, contro Luis Primera, Randy Shields e Pablo Baez.

## L'incontro
L'incontro cominciò come previsto, con Leonard a boxare dalla distanza e Hearns all'attacco. Leonard ebbe difficoltà a contenere l'assalto di Hearns. Verso la fine del quinto round, Leonard aveva un gonfiore crescente sotto l'occhio sinistro, e Hearns si era costruito un vantaggio considerevole ai punti. Leonard, diventando più aggressivo con il passare del tempo, colpì Hearns con un forte gancio sinistro al quinto round, e a lui furono favorevoli anche i successivi due round. Hearns invece si aggiudicò i round dal nono al dodicesimo. Nella tredicesima ripresa, Leonard mise a segno un potente destro al volto di Hearns, seguito da una combinazione di pugni che costrinsero l'avversario sulle corde. Nel 14º round, dopo aver scosso Hearns con un destro poderoso, Leonard lo costrinse alle corde nuovamente, dove cominciò a tempestarlo di colpi. Hearns non sembrava più in grado di difendersi, cosa che portò l'arbitro Davey Pearl a fermare il combattimento decretando la vittoria di Sugar Ray Leonard. Al momento del KO tecnico, Hearns era in vantaggio ai punti per 124-122, 125-122 e 125-121.